# Unione Territoriale Intercomunale Collinare
L'Unione Territoriale Intercomunale Collinare è stato un ente amministrativo e territoriale istituito nel 2016, contestualmente alla cessazione delle province della regione Friuli-Venezia Giulia. È stata soppressa nel 2020 ai sensi della legge regionale 21/2019. Comprende la fascia collinare compresa tra la parte prealpina carnica e la parte settentrionale della pianura friulana, confinando ad ovest con l'UTI delle Valli e delle Dolomiti Friulane e l'UTI del Tagliamento, a nord con l'UTI del Gemonese a est con l'UTI del Friuli Centrale, a sud con l'UTI Medio Friuli.
| Stemma | Comune                     | Popolazione | Superficie | Altitudine |
| ------ | -------------------------- | ----------- | ---------- | ---------- |
|        | Buja*                      | 6 435       | 25,51      | 215        |
|        | Colloredo di Monte Albano* | 2 179       | 21,75      | 218        |
|        | Coseano                    | 2 123       | 23,8       | 89,2       |
|        | Dignano*                   | 2 287       | 27,54      | 83,04      |
|        | Fagagna*                   | 6 120       | 37,19      | 177        |
|        | Flaibano                   | 1 102       | 17,32      | 104        |
|        | Forgaria nel Friuli*       | 1 740       | 29,94      | 270        |
|        | Majano                     | 5 911       | 28.28      | 170        |
|        | Moruzzo                    | 2 470       | 17,78      | 1267       |
|        | Osoppo*                    | 2 858       | 22,4       | 184        |
|        | Ragogna*                   | 2 834       | 22,03      | 235        |
|        | Rive d'Arcano              | 2 392       | 22,57      | 175        |
|        | San Daniele del Friuli*    | 8 005       | 34,78      | 252        |
|        | San Vito di Fagagna*       | 1 703       | 8,57       | 135        |
|        | Treppo Grande              | 1 703       | 11,32      | 231        |

(*) I comuni contrassegnati non hanno mai sottoscritto lo statuto della relativa unione territoriale di appartenenza.